# Maria Borges
Maria Borges (ur. 28 października 1992 w Luanda) – angolska modelka.